# به یاد (فیلم)
به یاد نام فیلمی به کارگردانی خسرو هریتاش و با بازیگری غلامحسین نقشینه است.

## منبع
1. ↑  «به یاد». بایگانی‌شده از اصلی در ۲۷ مارس ۲۰۰۷. دریافت‌شده در ۱۰ ژانویه ۲۰۲۰.